# Furioza
Furioza ist ein Actionfilm von Cyprian T. Olencki, der im Oktober 2021 in die polnischen Kinos kam. Der Film verfolgt die Aktivitäten einer Gruppe polnischer Hooligans.

## Handlung
Dzika ist Polizistin und nimmt wieder Kontakt zu ihrem früheren Geliebten Dawid auf, der nunmehr als Arzt arbeitet. Er soll als Spitzel für die Polizei arbeiten, andernfalls werde sein Bruder Kaszub eine sehr lange Haftstrafe im Gefängnis verbringen müssen. Er willigt ein und infiltriert eine Gruppe von Ultras mit dem Namen Furioza 97, die ihren Einfluss vergrößern wollen. Unter diesen findet sich sein alter Freund genannt Golden.

## Produktion

### Filmstab
Regisseur Cyprian T. Olencki schrieb auch das Drehbuch. Der Absolvent des Meisterkurses für Filmregie bei Andrzej Wajda in Warschau, der Politikwissenschaft an der M.-Wańkowicz-Akademie für Journalisten in Warschau und im Fach Filmproduktion an der Polnischen Nationalen Film-, Fernseh- und Theaterschule in Łódź arbeitete als Regisseur mehrerer Werbefilme und als Autor von Drehbüchern für die Spielfilme Bend of the Hipokampa, Raki, Gangrena und Istanbul. Es handelt sich bei Furioza nach PolandJa um seine zweite Regiearbeit. Bei beiden Filmen fungierte Marcin Zarębski als Produzent.

### Besetzung und Dreharbeiten
Weronika Książkiewicz spielt in der weiblichen Hauptrolle die Polizistin Dzika. Mateusz Banasiuk spielt ihren früheren Geliebten, einen Arzt namens Dawid, Mateusz Damięcki spielt dessen alten Freund genannt Golden. Wojciech Zieliński spielt Dawids Bruder Kaszub, den Anführer der Furioza. Łukasz Simlat spielt Dzikas Kollegen Bauer, der die Aktion leitet.

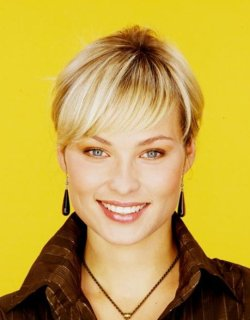
Weronika Książkiewicz
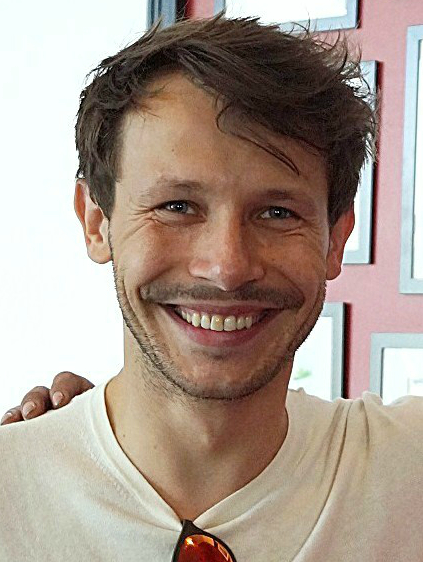
Mateusz Banasiuk
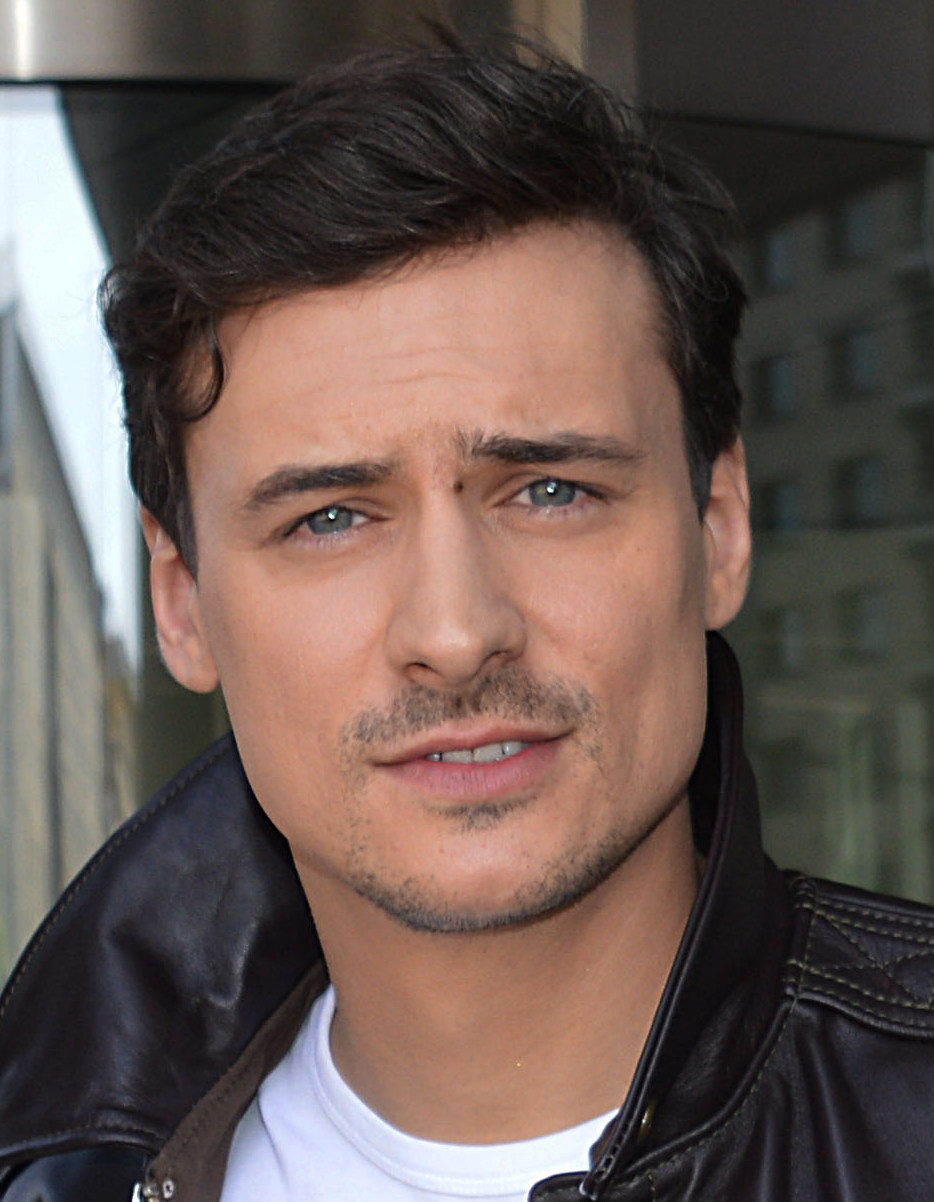
Mateusz Damięcki
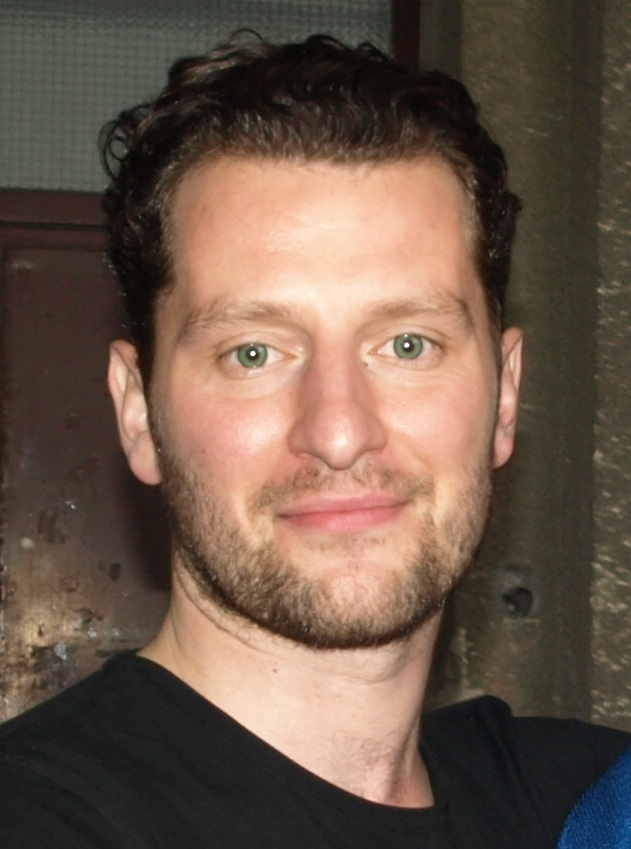
Wojciech Zieliński
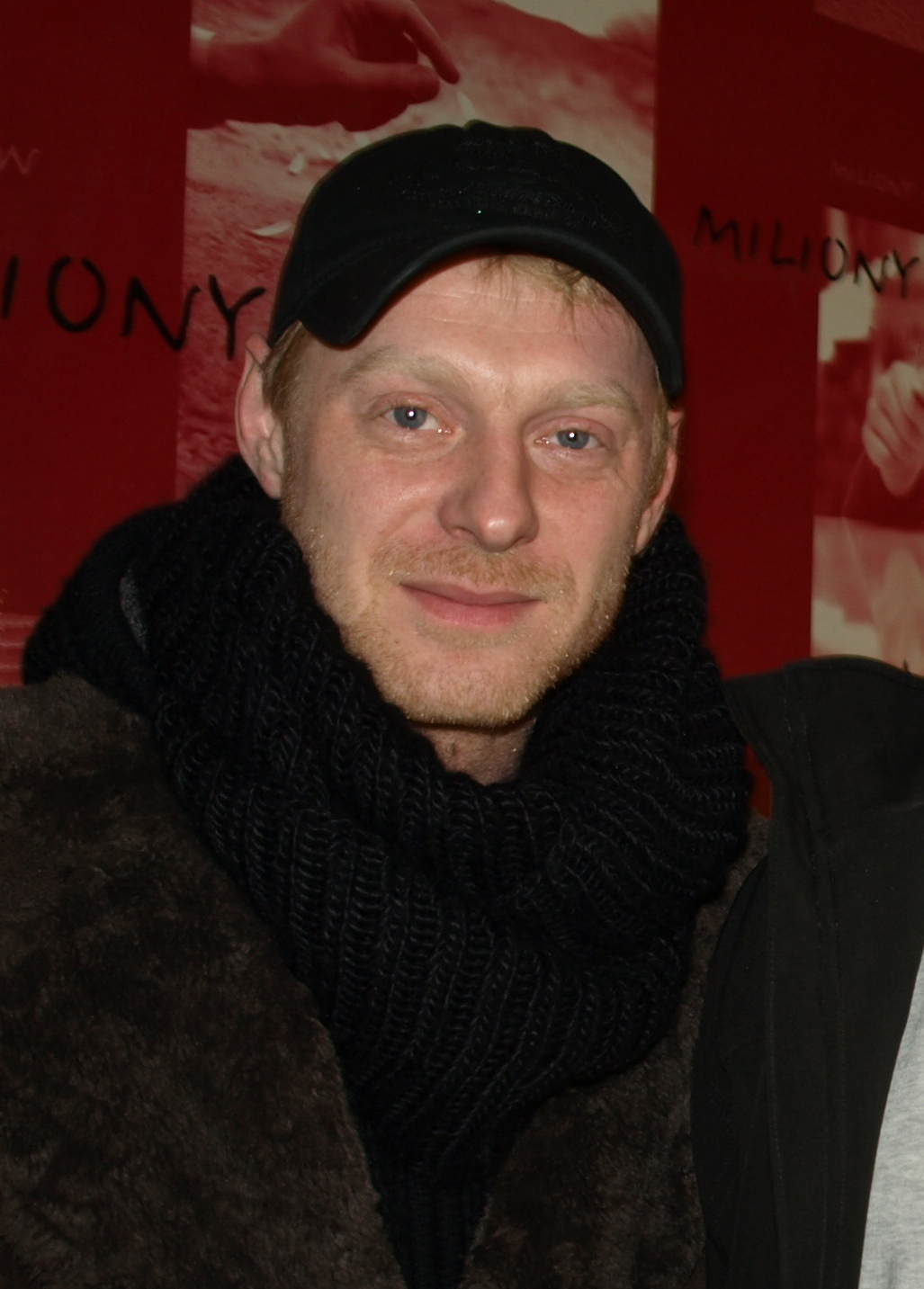
Cezary Łukaszewicz
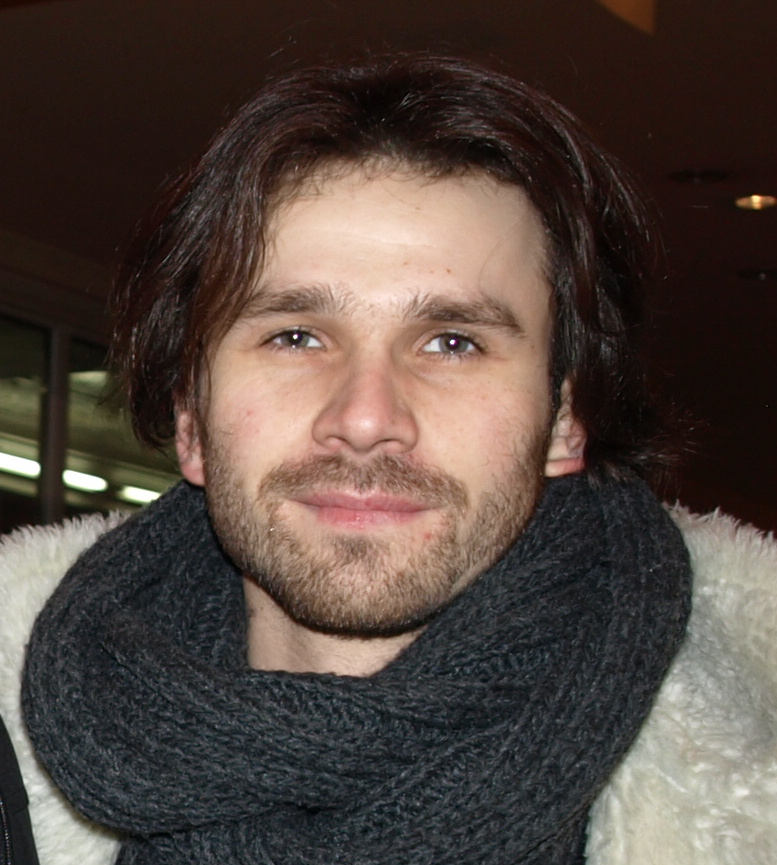
Krzysztof Wach

Alle Kampfszenen wurden vorab in einer Turnhalle geprobt. Gedreht wurde in Danzig und der Hafenstadt Gdynia in der Danziger Bucht. Als Kameramann fungierte Claudius Dwulit.

### Marketing und Veröffentlichung
Die Vorstellung eines ersten Trailers erfolgte bereits im Herbst 2020. Die Vorpremiere erfolgte am 8. September 2021 im Helios Kino in Radom. Am 22. Oktober 2021 kam Furioza in die polnischen Kinos.

## Rezeption

### Kritiken
Paweł Piotrowicz vom Internetportal Onet.pl beschreibt Furioza in seiner Kritik als einen intelligenten Actionfilm mit Elementen von Martial Arts, eines Gangsterepos und eines Familiendramas. Besonders faszinierend seien die schauspielerischen Metamorphosen von Weronika Książkiewicz und Mateusz Damięcki, die man in Rollen wie diesen zuvor nicht gesehen hat. Książkiewicz ähnele in der Rolle von Dzika keiner der Figuren, die die Schauspielerin, die bisher überwiegend für romantischen Komödien und Serien vor der Kamera stand, bislang spielte. Damięcki in der Rolle des kahlköpfigen, muskulösen und tätowierten Golden habe man auch noch nicht gesehen, der diese Figur mit einer Unberechenbarkeit und einem Wahnsinn in den Augen ausstatte. Man sehe bei beiden Schauspielern deutlich die monatelangen Vorbereitungen für ihre Rollen. Janusz Chabior sei für die Rolle des Drogenschmugglers Polański perfekt geeignet, und Sebastian Stankiewicz in der Rolle von Buła bringe das nötige Comedy-Element in den Film ein. Zahlreiche Kampfszenen seien ein visuelles Meisterwerk, wie im polnischen Kino nur selten zu sehen, und auch die zunächst kompliziert erscheinende Intrige beleidige nicht die Intelligenz des Zuschauers. Man sehe dem Film an, dass Regisseur Cyprian T. Olencki in gewisser Weise von der Umgebung fasziniert ist, die er zeigt, und er mache deutlich, dass hier nicht alles so schwarz-weiß ist, wie man vielleicht denkt.

### Zuschauerzahl
Furioza belegte unter anderem in Frankreich, Spanien und Brasilien den ersten Platz auf der Liste der meistgespielten Filme auf Netflix.

### Auszeichnungen
Polnisches Filmfestival Gdynia 2020
- Nominierung im Hauptwettbewerb[11]